# Gare des Deux-Jumeaux
Gare des Deux-Jumeaux vasútállomás Franciaországban, Hendaye településen.

## Vasútvonalak
Az állomást az alábbi vasútvonalak érintik:
- Bordeaux–Irun-vasútvonal

## Kapcsolódó állomások
A vasútállomáshoz az alábbi állomások vannak a legközelebb:
- Gare d’Hendaye
- Gare de Saint-Jean-de-Luz - Ciboure